# Prix de la Capitale verte de l’Europe
Le Prix de la Capitale verte de l’Europe est lancé en mai 2006 et depuis 2010, chaque année une ville européenne est désignée par la Commission européenne, capitale verte de l'Europe de l'année. Ce programme encourage les villes à prendre en compte l’environnement dans leurs aménagements urbains.
Le concept du prix est créé lors d’une réunion à Tallinn, en Estonie, le 15 mai 2006, à l’initiative de Jüri Ratas, ancien maire de la ville. À cette occasion, quinze villes européennes et l’Association des villes estoniennes ont signé un protocole d’accord commun sur la création du prix.

## Critères
Le prix est décerné chaque année à une ville qui :
- montre sa capacité à atteindre des objectifs environnementaux élevés
- s'engage dans des objectifs permanents et ambitieux pour améliorer l'environnement et le développement durable
- peut agir comme un modèle pour inspirer d'autres villes et promouvoir les meilleures pratiques environnementales

Concrètement, les candidats sont évalués sur la base de douze indicateurs : la contribution locale à la lutte contre le changement climatique planétaire, les transports, les espaces verts urbains, le bruit, la production et la gestion des déchets, la nature et la biodiversité, l’air, la consommation d’eau, le traitement des eaux usées, l'éco-innovation et l’emploi durable, la gestion de l’environnement par les pouvoirs locaux et la performance énergétique.

## Capitales choisies

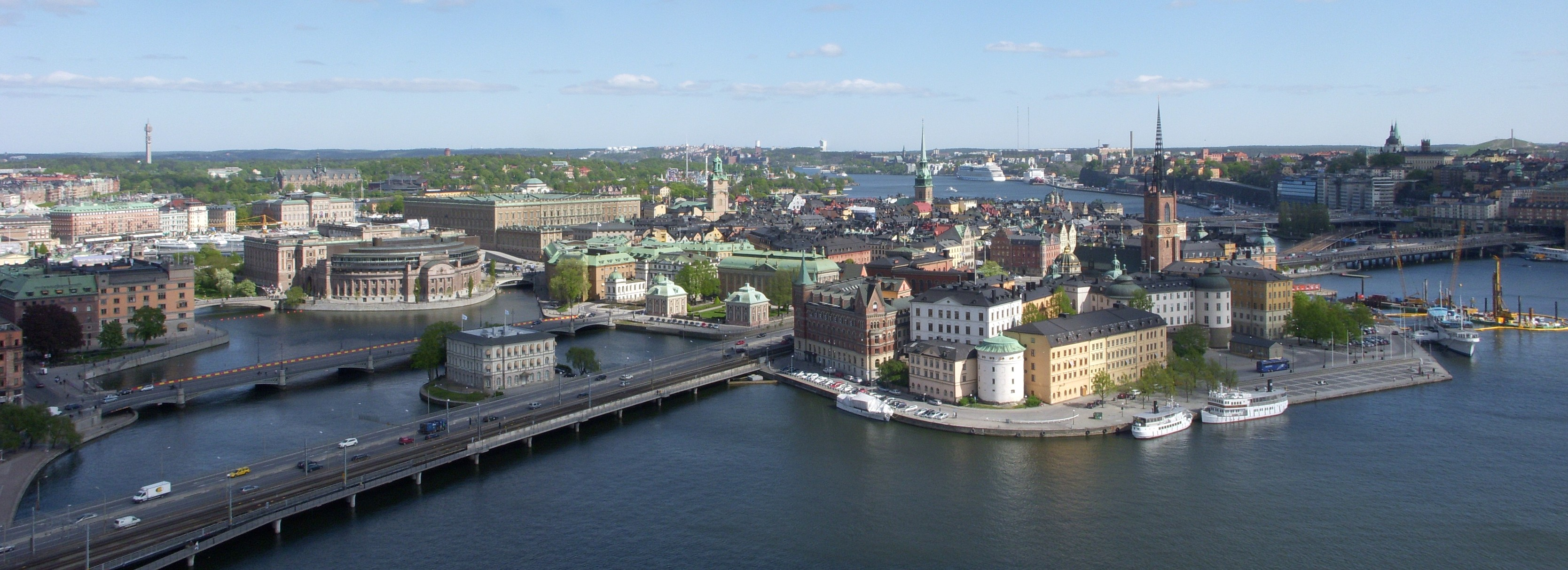
Stockholm, première ville à obtenir le prix en 2010.

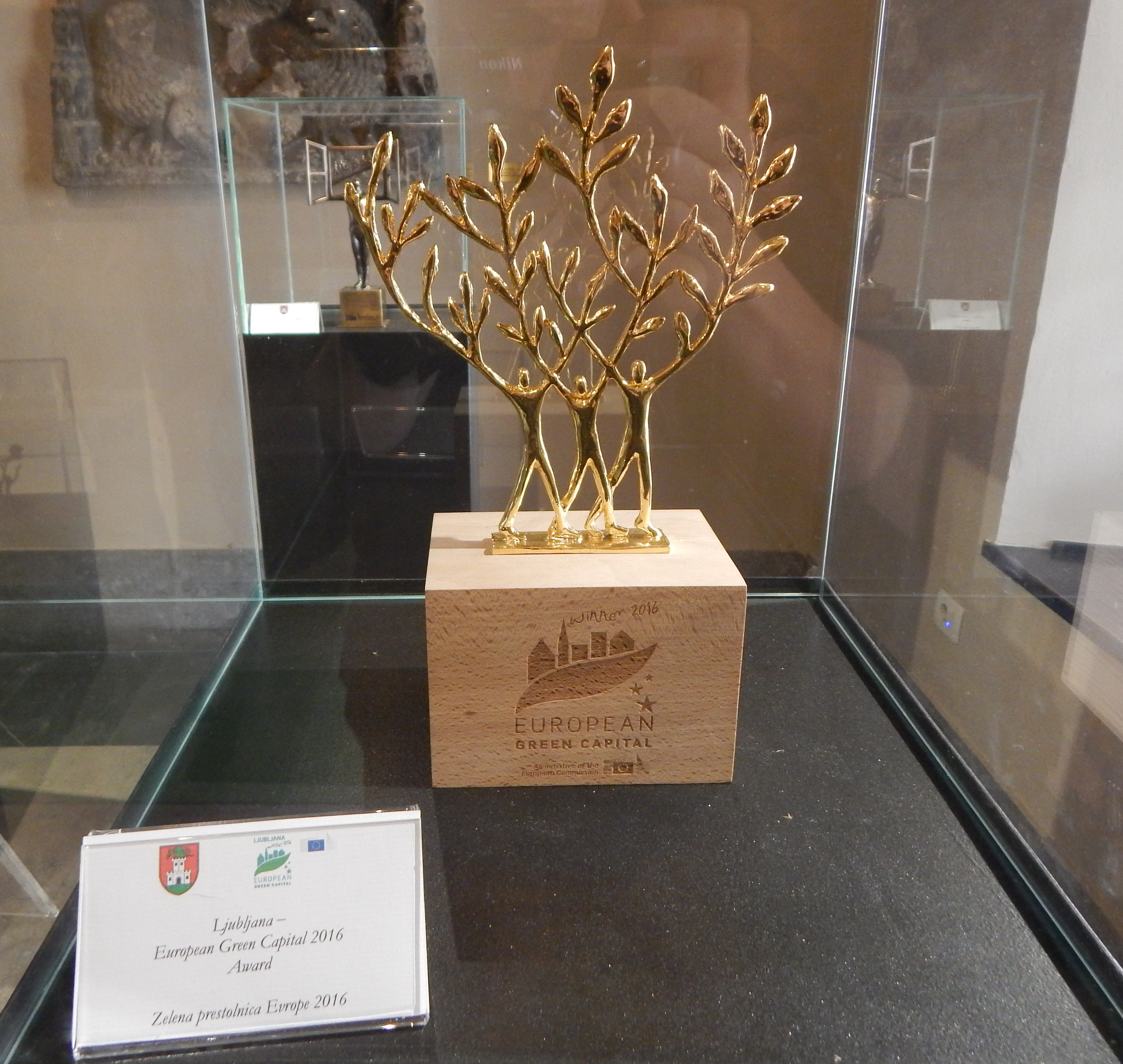
Prix de la Capitale verte de l’Europe exposé à Ljubljana en 2016.

Depuis 2010, les villes suivantes ont été choisies : 
- 2010 :  Stockholm
- 2011 :  Hambourg
- 2012 :  Vitoria-Gasteiz, en particulier pour l'anneau vert de 613 hectares, un réseau en anneau de parcs et d'espaces verts qui entourent la ville en totalité, afin de relier la ville avec l'espace rural[3].
- 2013 :  Nantes, notamment pour sa politique de déplacement urbains privilégiant les transports en commun et les circulations douces, en particulier les deux-roues[4].
- 2014 :  Copenhague
- 2015 :  Bristol - Le prix récompense les efforts de la ville en matière de politique de renouvellement urbain, de transports et d'efficacité énergétique[5].
- 2016 :  Ljubljana - Pour « les avancées en matière de prise de conscience environnementale parmi ses habitants, la mise en œuvre d'une stratégie intégrée de développement durable, intitulée Vision 2025, l'implémentation de nombreuses mesures vertes urbaines au cours des dix dernières années, et la mise en place d'un impressionnant réseau de transport public »[6].
- 2017 :  Essen - La ville est choisie pour ses efforts de reconversion environnementale et économie : « Essen a utilisé les leçons de son passé industriel pour construire un avenir respectueux de l'environnement »[7].
- 2018 :  Nimègue - Un objectif clé de la campagne de Nimègue est d'« impliquer les citoyens et les entrepreneurs autant que possible afin de devenir une ville saine et prospère, Nimègue vise à devenir énergétiquement autosuffisante en 2045 »[8].
- 2019 :  Oslo - La ville est choisie pour son approche globale du développement durable incluant la biodiversité, les transports en commun, la cohésion sociale, la santé publique et l'implication citoyenne[9].
- 2020 :  Lisbonne -  Pour avoir augmenté ses espaces verts de 20% et réduit sa consommation d'eau de 46%[10].
- 2021 :  Lahti - Pour sa « politique durable en matière environnementale, sociale et économique »[11].
- 2022 :  Grenoble - « pour son approche pionnière de la gestion du climat qui comprend un engagement fort en faveur du changement systémique, et pour son approche innovante de démocratie participative de la gouvernance des villes »[12].
- 2023 :  Tallinn - « pour son engagement à réduire les émissions de carbone, à restaurer la biodiversité, ainsi qu’à promouvoir l’innovation et la gouvernance durable »[13].
- 2024 :  Valence - « pour ses réalisations passées et actuelles dans le domaine du tourisme durable, de la neutralité climatique ainsi que de la transition verte juste et inclusive. »[14].
- 2025 :  Vilnius - « pour son engagement fort en faveur du développement durable tout en adoptant une approche réaliste et terre-à-terre. »[15].
- 2026 :  Guimarães - « Guimarães illustre la manière dont la durabilité peut être profondément ancrée dans la structure d'une communauté. Avec ses habitants, ses partenariats nationaux et ses collaborations européennes, la ville construit un avenir plus vert et plus brillant pour tous. »[16].

## Prix européen de la Feuille verte
Il s'agit d'un prix récompensant les efforts en faveur de l'écologie et du développement durable des villes de plus de 20 000 habitants et de moins de 100 000 habitants. Une ou deux villes sont choisies chaque année.
- 2015 :  Mollet del Vallès et  Torres Vedras
- 2017 :  Galway
- 2018 :  Louvain et  Växjö
- 2019 :  Cornellà de Llobregat et  Horst aan de Maas
- 2020 :  Limerick et  Malines
- 2021 :  Lappeenranta et  Gabrovo
- 2022 :  Valongo et  Winterswijk
- 2024 :  Elseneur et  Velenje
- 2025 :  Trévise et  Viladecans
- 2026 :  Vaasa et  Águeda

## Compléments